# Schichtflut
Bei einer Schichtflut oder tropischen Flächenspülung (englisch: sheet flood, zuerst bei William John McGee, 1897) handelt es sich um einen rasch voranrückenden, stark abtragenden und abspülenden, oft katastrophalen, flächenhaften Wasserabfluss auf leicht geneigten Ebenen. Solche schlammbeladenen Schichtfluten werden durch plötzlichen Starkregen oder „Ruckregen“ in sonst trockenen, niederschlags- oder vegetationsarmen Regionen ausgelöst (trockene Subtropen bis wechselfeuchte Tropen) und führen oft große Mengen an Verwitterungsschutt mit sich, die in ausgedehnten Schuttfächern als Fanglomerate abgelagert werden.